# Hoplochaetaphis zachvatkini
Hoplochaetaphis zachvatkini är en insektsart. Hoplochaetaphis zachvatkini ingår i släktet Hoplochaetaphis och familjen långrörsbladlöss. Inga underarter finns listade i Catalogue of Life.